# Rachel Mimbo
Rachel Mimbo est une artiste camerounaise. Elle est connue pour le vidéo clip Solé Mio. La chanson est composée et par la suite produite par Roger Nkembe Pesauk.

## Biographie

### Enfance, éducation et débuts
La musique est une passion pour Rachel Mimbo dès le collège. Elle s'illustre lors des cérémonies scolaires. Souhaitant travailler dans la médecine, elle se forme comme technicienne médico-sanitaire.

### Carrière
Rachel Mimbo se révèle au public par le clip du titre Solé Mio.
Elle est produite par Roger Nkembé Pesauk. Il la rencontre par hasard lors d'un concours de chant et remarque sa voix et l'intègre dans son écurie. Elle se forme dans le groupe Soyoko et y travaille sa voix pendant 10 ans. Les paroles de Solé Mio sont écrites par Roger Nkembe Pesauk. Il écrit aussi un titre sur le planning familial.
Rachel Mimbo quitte le monde de la musique pour se consacrer à sa carrière de technicienne médico-sanitaire. Elle envisage un retour dans la musique après sa retraite professionnelle.